# Biblioteca de la Sociedad de Artesanos Amantes del Progreso
La Biblioteca de la Sociedad de Artesanos Amantes del Progreso o también conocida como Biblioteca Augusto Alvarado Olea, en honor a su fundador y donador de sus primeros libros. Se encuentra ubicada en las calles Diez de Agosto y Esmeraldas, de Guayaquil, en las instalaciones de la Sociedad de Artesanos. fue fundada en 1946.
Contemporánea a la Biblioteca Municipal de Guayaquil sus usuarios la preferían por ser más íntima y acogedora, el poeta guayaquileño Luis Carlos Mussó citó: 

"Cuando llovía me encapsulaba allí en busca de libros viejos, que allí me los prestaban. Iba en busca de mitología griega y de poetas como Leopoldo Lugones, cuyos versos copiaba a mano."

## Fondo bibliográfico
La biblioteca dispone de alrededor de 5.000 textos de temas diversos como: literatura, filosofía, economía, computación, administración, religión, electrónica, relaciones humanas, medicina, jurisprudencia, entre otras ramas del conocimiento. Cuenta con una hemeroteca con vasta colección de periódicos y revistas, y una biblioteca infantil. En su colección de libros existe una copia del Diccionario enciclopédico hispano-americano de literatura, ciencias y artes que data del año 1894.
En contraste con otras bibliotecas de Guayaquil, en esta biblioteca se puede solicitar un libro a préstamo presentando un documento de identidad. Esta biblioteca es frecuentada por estudiantes de varias instituciones académicas del centro urbano de la ciudad.